# 제15회 천황배 전일본 축구 선수권 대회
제 15회 전일본 축구 선수권 대회는 1935년 6월 1일 및 2일에 개최된 전일본 추구선수권대회(ぜんにほんそうごうしゅうきゅうせんしゅけんたいかい)에 대회를 말하며, 천황배 JFA 전일본 축구선수권대회의 15번째 대회이다. 본 대회가 대한민국의 축구사에서 중요한 의의를 갖는 이유는 당시 일제의 주요 축구 대회인 일왕배를 한국 축구단인 전경성축구단이 우승했기 때문이다.

## 개요
본 대회에는 각 지방 예선을 이겨낸 6팀이 참가했다 경기는 모든 경기가 메이지 신궁 외원 경기장에서 열렸다. 전일본 선수권 역사에서 조선에서 첫 참가팀이 된 전경성축구단에는 김용식(베를린 올림픽 일본 대표)을 비롯해 당시 조선을 대표하는 명수가 갖추어져 준결승에서 등장하면 2경기에서 12골을 들어 우승했다. 전경성은 올해 10월에 있던 메이지신궁대회에도 우승(기록상 표기는 경성차구단)했다

## 결과
|  | 8강전             | 8강전          |                     |   | 준결승전 | 준결승전 |  |  | 결승전 | 결승전 |
|  |                   |                |                     |   |          |          |  |  |        |        |
|  |                   |                |                     |   |          |          |  |  |        |        |
|  |                   |                |                     |   |          |          |  |  |        |        |
|  | 도쿄 문리과 대학  | 4              |                     |   |          |          |  |  |        |        |
|  | 도쿄 문리과 대학  | 4              |                     |   |          |          |  |  |        |        |
|  | 홋카이도 제국대학 | 2              |                     |   |          |          |  |  |        |        |
|  | 홋카이도 제국대학 | 2              | 도쿄 문리과 대학    | 3 |          |          |  |  |        |        |
|  |                   |                | 도쿄 문리과 대학    | 3 |          |          |  |  |        |        |
|  |                   | 간다이 클럽    | 0                   |   |          |          |  |  |        |        |
|  | 간다이 클럽       | 간다이 클럽    | 0                   | 4 |          |          |  |  |        |        |
|  | 간다이 클럽       |                |                     | 4 |          |          |  |  |        |        |
|  | 센다이 클럽       | 2              |                     |   |          |          |  |  |        |        |
|  | 센다이 클럽       | 2              | 도쿄 문리과 대학    | 1 |          |          |  |  |        |        |
|  |                   |                | 도쿄 문리과 대학    | 1 |          |          |  |  |        |        |
|  |                   | 전 경성 축구단 | 6                   |   |          |          |  |  |        |        |
|  |                   | 전 경성 축구단 | 6                   |   |          |          |  |  |        |        |
|  |                   |                |                     |   |          |          |  |  |        |        |
|  |                   |                |                     |   |          |          |  |  |        |        |
|  | 전 경성 축구단    | 6              |                     |   |          |          |  |  |        |        |
|  | 전 경성 축구단    | 6              |                     |   |          |          |  |  |        |        |
|  |                   |                | 나고야 고등상업학교 | 0 |          |          |  |  |        |        |
|  |                   |                | 나고야 고등상업학교 | 0 |          |          |  |  |        |        |
|  |                   |                |                     |   |          |          |  |  |        |        |
|  |                   |                |                     |   |          |          |  |  |        |        |
|  |                   |                |                     |   |          |          |  |  |        |        |